# Internationale Cricket-Saison 1983
Die internationale Cricket-Saison 1983 fand zwischen Mai 1983 und September 1983 statt. Als Sommersaison wurden vorwiegend Heimspiele der Mannschaften aus Europa ausgetragen.

## Überblick

### Internationale Touren
| Beginn        | Heimteam | Auswärtsteam | Resultate | Resultate | Artikel |
| Beginn        | Heimteam | Auswärtsteam | Test      | ODI       | Artikel |
| ------------- | -------- | ------------ | --------- | --------- | ------- |
| 14. Juli 1983 | England  | Neuseeland   | 3–1 [4]   |           | Artikel |

### Internationale Turniere
| Beginn       | Turnier                | Land    |
| ------------ | ---------------------- | ------- |
| 9. Juni 1983 | Cricket World Cup 1983 | England |

## Nationale Meisterschaften
Aufgeführt sind die nationalen Meisterschaften der Full Member des ICC.
| Land    | First-Class                     | List A              |
| ------- | ------------------------------- | ------------------- |
| England | County Championship 1983        | NatWest Trophy 1983 |
|         | John Player Special League 1983 |                     |
|         | Benson and Hedges Cup 1983      |                     |